# Penegal nòrdic

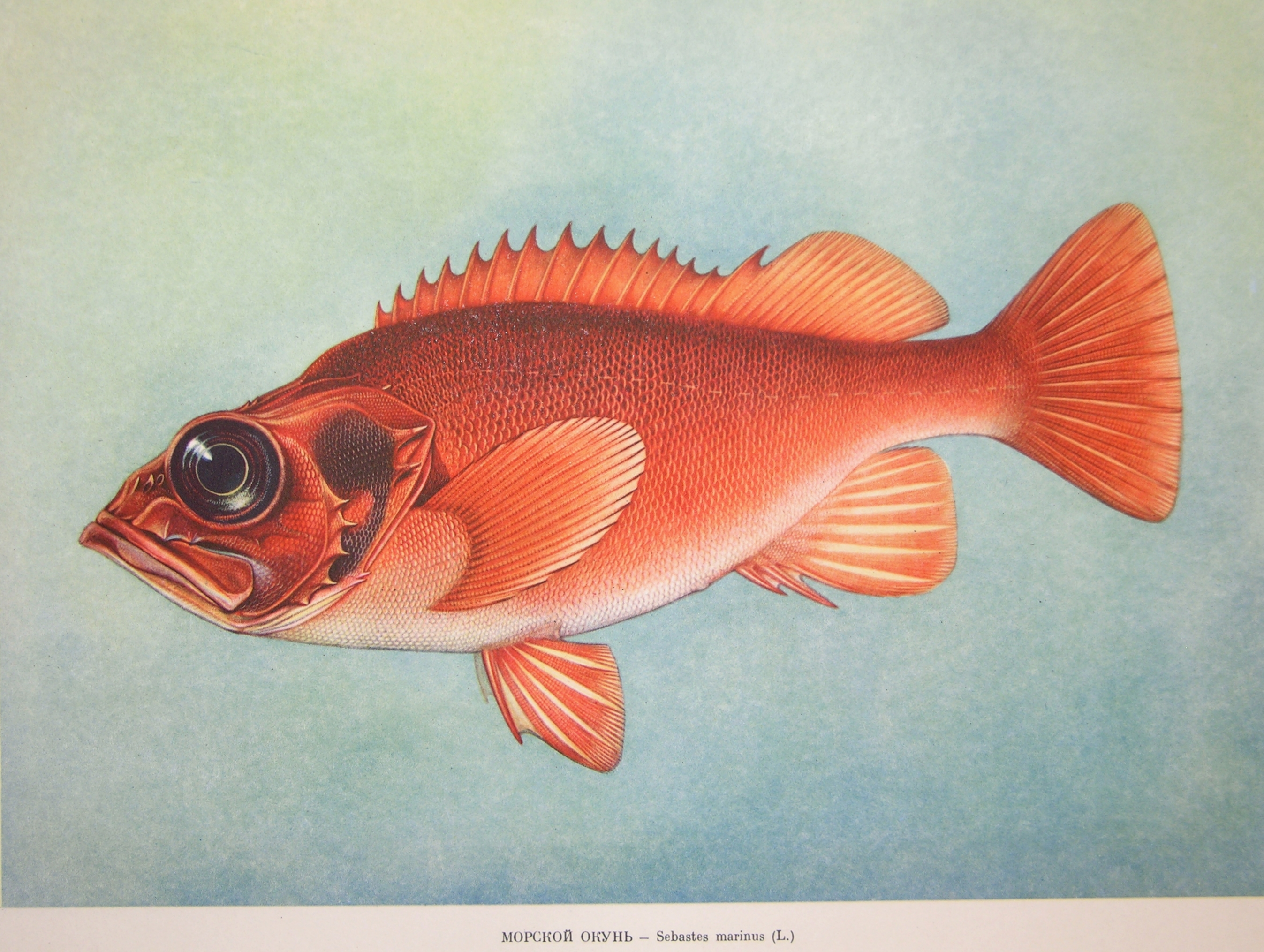
Penegal nòrdic (rose fish)

El penegal nòrdic (Sebastes norvegicus) és una espècie de peix teleosti de l'ordre dels escorpeniformes propi de l'Atlàntic Nord. En el passat s'utilitzava el nom Sebastes marinus però actualment aquest nom és sinònim de Serranus scriba.
Viu a les costes d'Europa i Amèrica del Nord. Els adults es troben a fondàries de 100 a 1000 m; els juveniles es poden trobar en aigües litorals i als fiords. Són gregaris. Arriben a fer 1 m. Són vivípars. Poden viure 75 anys. Els juvenils són de color marronós i els adults vermell brillant.
El 2010, Greenpeace International va afegir aquesta espècie a la seva llista roja També es troba a la llista de peixos a evitar consumir a WWF.
Una de les principals zones de la seva pesca és a la Mar Irminger entre Islàndia i sud de Grenlàndia.
Des de l'any 2000 es considera una espècie sotmesa a una greu sobrepesca.